# Таврокатапсія
Таврокатапсі́я (грец. ταυροκαθάψια) — ритуальний бій з биком, відомий за художніми матеріалами мінойської цивілізації. На знаменитій фресці Кносського палацу акробат змальований хапаючим бика за роги і перестрибуючим його через спину. Мабуть, даний обряд був невід'ємною частиною критського культу бика. Схожі мотиви виявляються в археологічних матеріалах бронзової доби, що походять з Хеттського царства, Сирії, Бактрії і долини Інду.
Шанування бика і бій з биком — поширений мотив середземноморських культур Старої Європи. Його пережитком є корида і «перестрибування через бика», яке досі практикується в деяких куточках Басконії і Гасконії.
|                                                                 |  |                                                 |  |                                      |
| Таврокатапсія на фресці з Кноссу, Археологічний музей Іракліону |  | Мінойска фігурка, Археологічний музей Іракліону |  | Тавромахія в Мадриді на гравюрі Гойї |